# Amaro (Włochy)
Amaro (friulski Damâr, słoweń. Amar) – miejscowość i gmina we Włoszech, w regionie Friuli-Wenecja Julijska, w byłej prowincji Udine.
Według danych na rok 2015 gminę zamieszkiwało 830 osób, 25 os./km².